# Noel Swerdlow
Noel Mark Swerdlow (Los Angeles, 9 de setembro de 1941) é um historiador da astronomia estadunidense, professor emérito de história, astronomia e astrofísica da Universidade de Chicago. É atualmente professor visitante no Instituto de Tecnologia da Califórnia.

## Carreira
Swerdlow é especializado em história das ciências exatas, e astronomia em particular, da antiguidade até o século XVII. Obteve um Ph.D. na Universidade Yale em 1968, com a tese Ptolemy's Theory of the Distances and Sizes of the Planets: A Study of The Scientific Foundations of Medieval Cosmology, orientado por Asger Aaboe.
Em 1984 publicou com Otto Neugebauer Mathematical Astronomy in Copernicus’ De Revolutionibus, Springer. ISBN 978-1-4613-8262-1 em dois volumes investigando as fontes e métodos desta obra pivotal no desenvolvimento da astronomia que elucidou uma teoria heliocêntrica do sistema solar.
Em 1988 foi eleito membro da American Philosophical Society, a mais antiga sociedade científica dos Estados Unidos, fundada em 1743.